# Magasco
Magasco, né Anthony Tohnain Nguo le 22 septembre 1988 à Bamenda, est un chanteur camerounais d'afropop et de dancehall originaire de la région du Nord-Ouest du Cameroun,.
Il commence sa carrière en 2009 et est révélé en 2012 grâce à son single Line Loba.
Son premier album Golden boy sort en décembre 2017. Son second album Heart sort en 2019 sous son label BBoy Records.

## Biographie

### Enfance et débuts
Magasco naît à Bamenda de parents d'ethnie Kom. Sa passion pour la musique nait alors qu'il est encore élève et il rejoint la chorale de l'école catholique dans laquelle il fréquente. Après l'obtention de son A-level, il rejoint l'université de Yaoundé I où il entame des études en histoire.

### Carrière

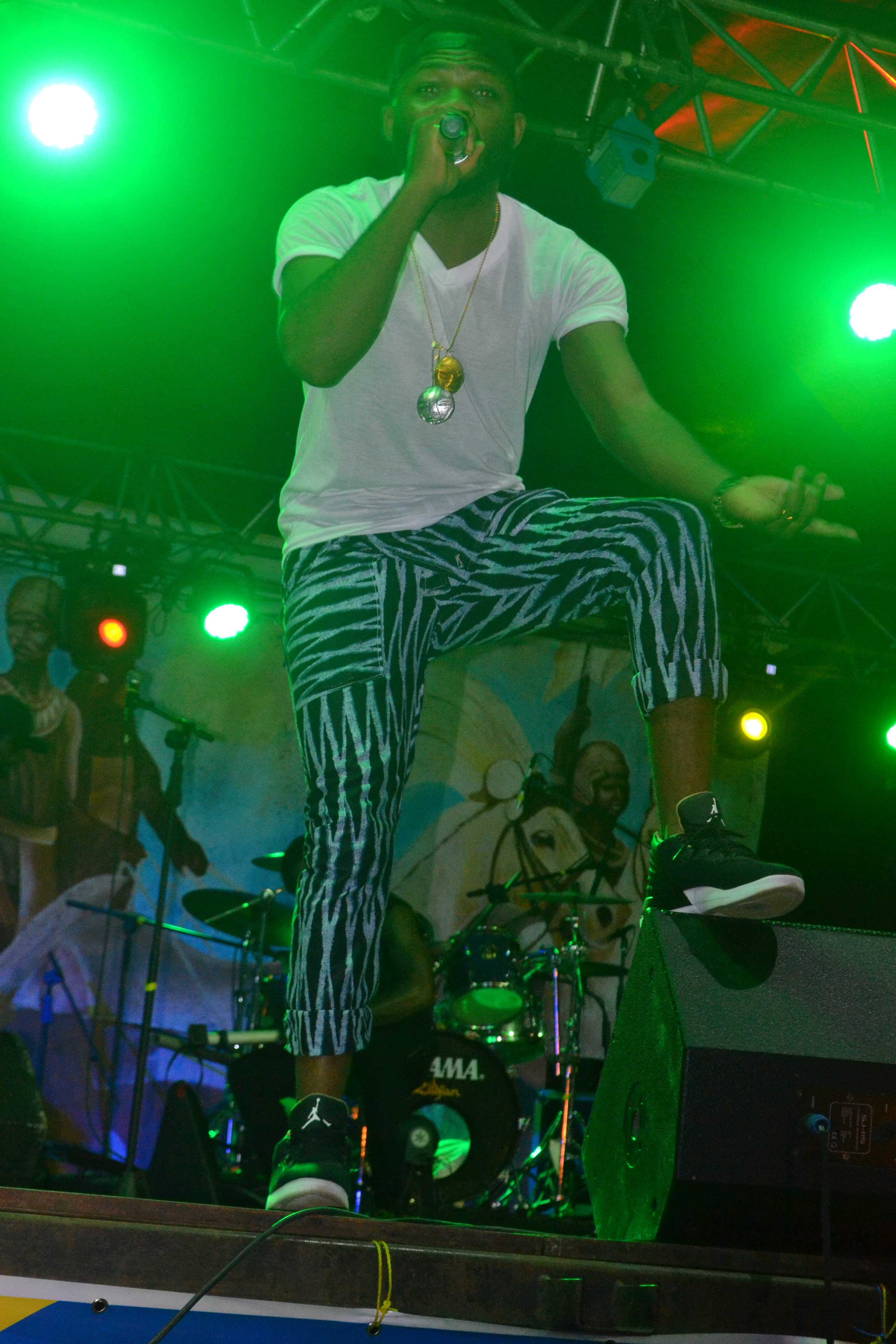
Magasco en 2017.

Magasco fait ses premiers pas sur la scène en 1999 dans le cadre de la compétition de talent dénommée Positive Vibrations. Plus tard, il forme avec deux amis d'enfance, DaBlu et KloneHe, un groupe de rap nommé T-Drops avec lequel il évolue jusqu'en 2009, lorsque le groupe se sépare du fait du départ d'un des membres du groupe pour les États-Unis. En 2009, avec le groupe Triyo, il représente la région du Nord-Ouest au concours de chant Nescafé African Revelation et arrive jusqu'en finale.
Il se lance ensuite dans une carrière solo avec le soutien de DijayPazzo, son ami, mentor et producteur avec qui il  produit quelques chansons qui connaissent du succès dans sa région natale parmi lesquels Bamenda Boi, Take U To The Sky et Gari.
En 2012, il se fait véritablement connaitre sur la scène musicale nationale avec le label Mumak grâce au titre Line Loba (Land Rover). La même année, il collabore avec le rappeur Jovi sur le titre 2much extrait de l'album HIV. En 2013, il revient avec un second single solo intitulé Kumba Market.
Le succès de ces premiers singles lui donnent d'être remarqué par le rappeur Pit Baccardi qui le signe sous son label Empire Company en 2014.
Le 25 décembre 2015, son premier maxi single de six titres intitulé Raw Gold voit le jour sous le label Empire Company. On y retrouve les singles No Man no Wowo et Belinda qui rencontrent un certain succès. Son premier album intitulé Golden boy est sorti le 28 décembre 2017.
En janvier 2019, il quitte le label Empire Company et créé son propre label dénommé BBoy Records, sous lequel il sort en septembre 2019, son second album de 30 titres baptisé Heart.

## Discographie

### Singles
- 2012 : Line Loba
- 2013 : Kumba Market
- 2014 : Fine Boy
- 2014 : Fine Boy Remix (featuring Duc-Z)
- 2014 : Marry Me
- 2015 : No Man no Wowo
- 2016 : All VIP
- 2019 : Calling My Driver feat Mimie

### Collaborations
- 2012 : 2Much feat Jovi
- 2015 : It's Ova feat Vicky
- 2015 : Faya Di Burn feat Gasha
- 2016 : One By One feat Pit Baccardi
- 2017 : Love it  feat Shan'l
- 2018 : Por Favor feat Dj Moh Green[18]
- 2020 : Nyang Nyang Remix feat Lady Ponce [19]
- 2022 : Today Na Today feat K-Tino[20]